# 宇都宮聖ヨハネ教会
宇都宮聖ヨハネ教会（うつのみやせいヨハネきょうかい）は、栃木県宇都宮市桜二丁目にある、日本聖公会の教会。教会堂は上林敬吉が設計し、地域特産の大谷石を外壁に張ったゴシック風の建築で、1933年（昭和8年）に竣工した。日本遺産「地下迷宮の秘密を探る旅 〜大谷石文化が息づくまち宇都宮〜」を構成する文化財の1つであり、大谷石の風合いが生み出す重厚さと柔らかさが市民らから愛されている。

## 歴史
宇都宮町では、司祭のテオドシウス・ティングが1891年（明治24年）頃から日本聖公会の伝道を開始し、1910年（明治43年）に現教会の位置に牧師館を設置した。1911年（明治44年）に宇都宮聖ヨハネ教会として認可を受け、同年5月7日に付属幼稚園（現・愛隣幼稚園）を開園した。そして1912年（明治45年）に礼拝堂が建設された。
1932年（昭和7年）11月2日、伴君保は警察署を通して半井清・栃木県知事に建築認可申請書を提出し、聖堂建設に着手した。翌1933年（昭和8年）5月22日に完成し、同年7月に献堂された。旧礼拝堂は愛隣幼稚園の園舎になった。
1998年（平成10年）4月21日、「日本聖公会宇都宮聖公教会礼拝堂」として日本国の登録有形文化財に登録された。2003年（平成15年）2月に選定されたうつのみや百景には、「聖ヨハネ教会礼拝堂」の名称で百景の1つに選ばれた。2012年（平成24年）6月22日、「宇都宮聖ヨハネ教会聖堂」の名称で宇都宮市の文化財に指定された。登録有形文化財（建造物）には、都道府県や市町村の文化財に指定された場合に登録を抹消するという規定があるため、同日付で登録有形文化財の登録は抹消された。翌2013年（平成25年）度には、閑静な住宅街に建つ大谷石壁の教会が木々の緑と調和した風格ある景観を形成しているとして、第16回宇都宮市まちなみ景観賞の大賞を受賞した。
2017年（平成29年）に河村隆一はライブツアー「RK 20th Anniversary Action #002 No Mic, One Speaker Concert at Church Tour 2017」を敢行し、4月1日に宇都宮聖ヨハネ教会でライブを行った。河村は「とても古い歴史のある教会 雰囲気良かったです」と感想をブログに綴った。
2018年（平成30年）5月24日、「地下迷宮の秘密を探る旅 〜大谷石文化が息づくまち宇都宮〜」が日本遺産に認定され、宇都宮聖ヨハネ教会がその構成文化財の1つとなった。

## 建築

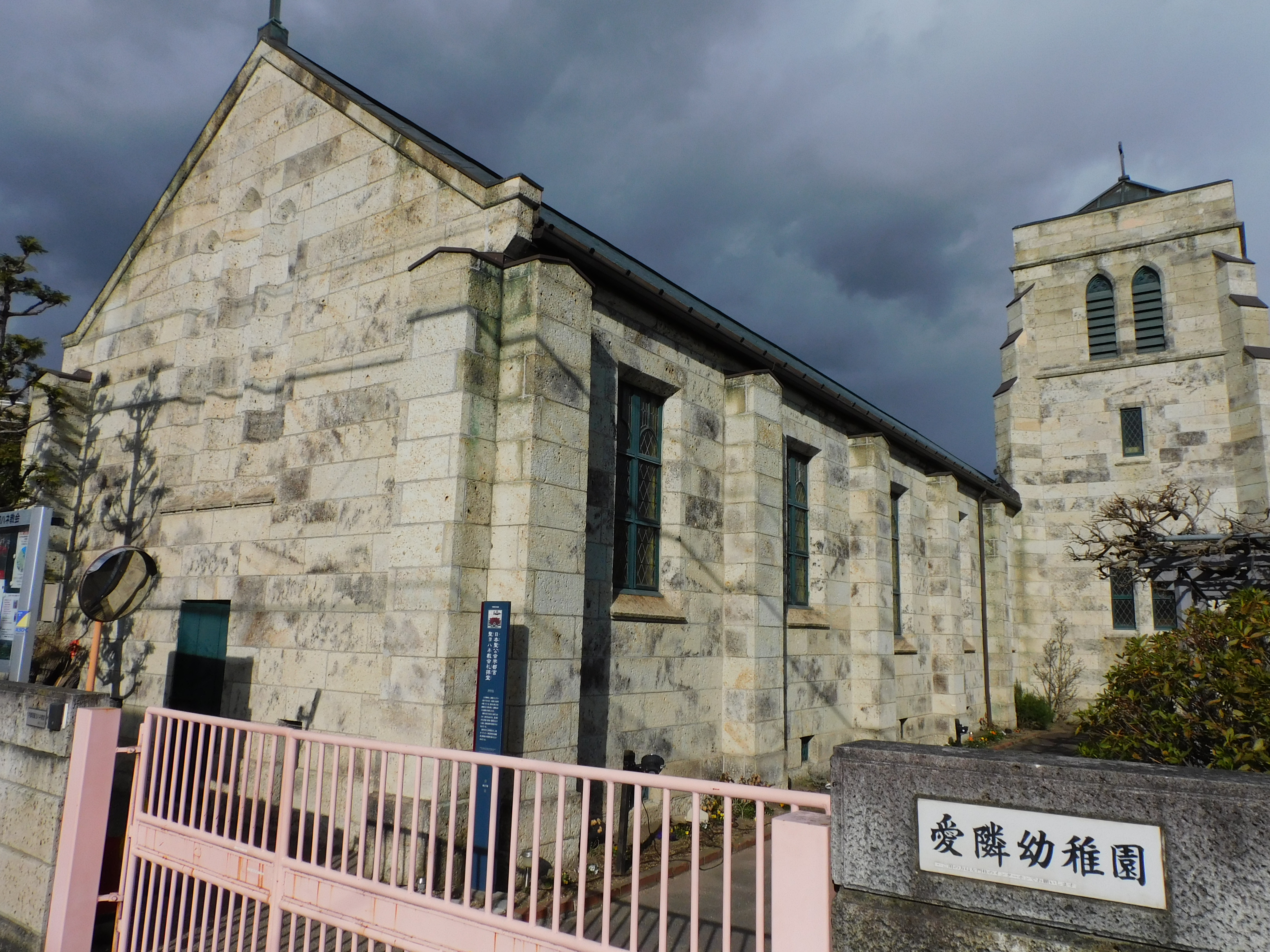
聖堂と鐘塔

聖堂は1933年（昭和8年）に竣工した鉄筋コンクリート造の長方形をした建築物で、上林敬吉が設計し、坪谷熊平が施工した。上林敬吉（1884年 - 1960年）は京都出身の聖公会信徒で、ジェームズ・ガーディナーの事務所で主任技師を務めた建築家である。上林の手掛けた作品の多くは鉄筋コンクリート造の聖公会の礼拝堂で、宇都宮聖ヨハネ教会とよく似た意匠をしているが、外壁に大谷石を張っているのは宇都宮聖ヨハネ教会が唯一である。
外観はバットレス（控え壁）を取り付けたゴシック風の様式を採用し、大谷石を張っている。切妻屋根で銅板瓦棒葺、軒高は15尺（≒4.5 m）である。
内部は、シザーズトラス（鋏形トラス）を組み、大谷石の壁面に漆喰を塗り、床面を板張りにしている。トラスは木造で、梁組みをそのまま見せることでリズミカルな空間を創出している。2階建てで、1階部分の床面積は58坪7合（≒194 m2）、2階部分は4坪3合（≒14 m2）である。南側に祭壇を配置し、内陣・外陣・礼拝室が北に続く。華美な装飾を排した、木の質感が生きる内装をしている。窓はステンドグラスであるが、キリスト教信仰と直接かかわるようなモチーフは採用せず、シンプルなデザインをしている。
聖堂には3階建ての鐘塔が付属し、旧礼拝堂を転用した愛隣幼稚園が隣接する。

## 愛隣幼稚園

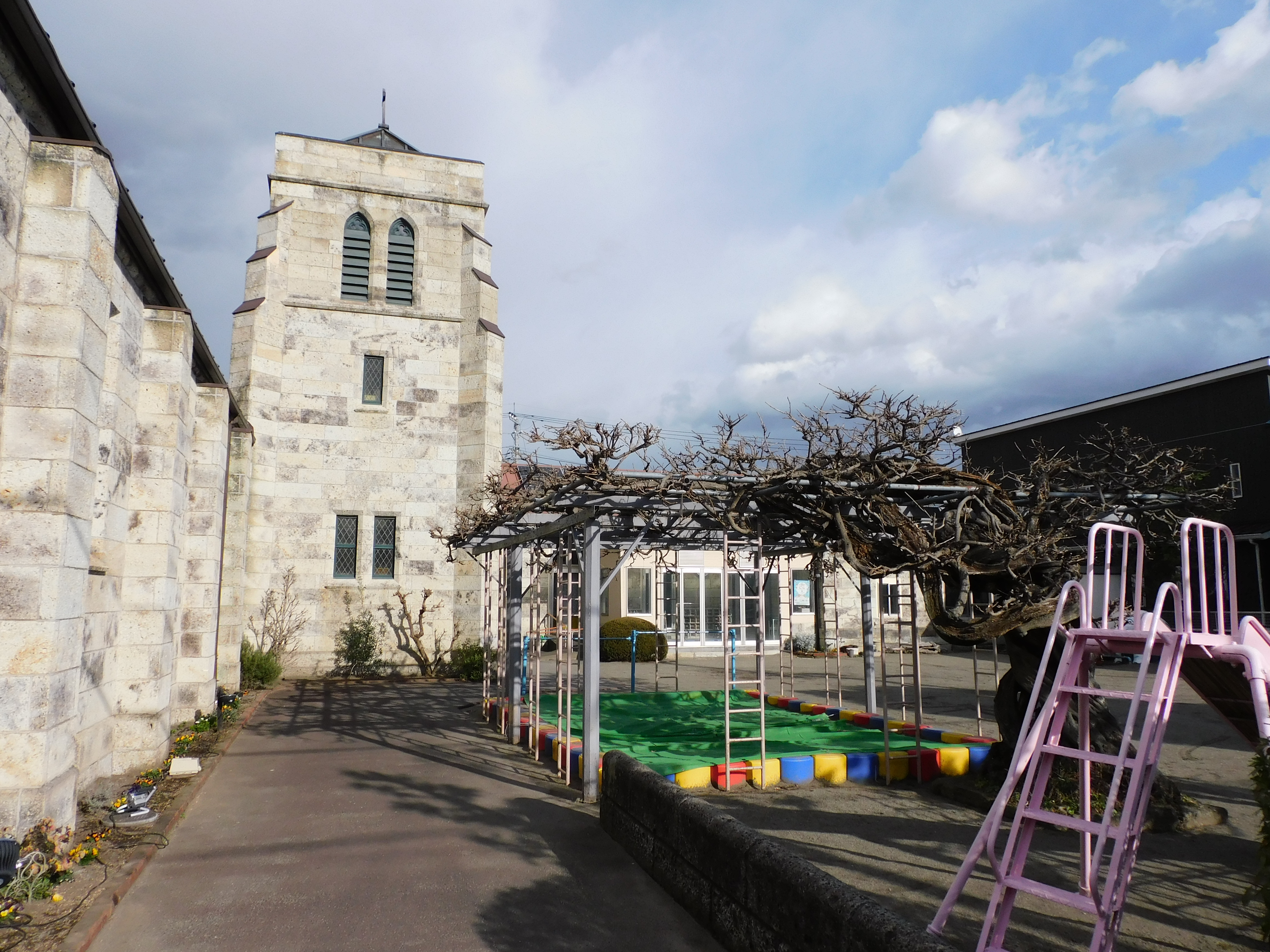
園庭

認定こども園愛隣幼稚園は、宇都宮市桜二丁目にある幼稚園。1911年（明治44年）に教会の付属幼稚園として開園した、宇都宮市初の幼稚園である。園舎は1912年（明治45年）に建てられた旧礼拝堂を使用している。
1945年（昭和20年）に、太平洋戦争によって一時休園し、園舎を中島飛行機設計部に徴用された。園は1947年（昭和22年）に再開し、1983年（昭和58年）より学校法人聖公会北関東学園の運営に移行した。歴史が長く、親子3代に渡って通園した家庭も少なくない。
園名は新約聖書の言葉「隣人を自分のように愛しなさい」に由来し、キリスト教の精神に則った教育が行われている。少人数教育を実践しており、2022年（令和4年）5月現在の園児数は13人である。